# Der Zürich-Krimi: Borchert und die dunklen Schatten
Borchert und die dunklen Schatten ist ein Fernsehfilm aus der Kriminalfilmreihe Der Zürich-Krimi aus dem Jahr 2022. Er wurde im Auftrag von ARD Degeto für Das Erste produziert. Die Erstausstrahlung der 16. Folge der Filmreihe fand am 22. September 2022 statt.

## Handlung
Thomas Borchert, der Anwalt ohne Lizenz, und seine Mitarbeiterin Dominique Kuster werden von Hauptmann Furrer ins Polizeipräsidium gebeten. Dort übernehmen auf seine Bitte hin das Mandat für die Jugendpsychologin Julia Egger, die von Furrers Mitarbeiter Dieter Ritter sehr harsch verhört wird. Sie hat am Vorabend nach einem heftigen Streit mit ihrer Mutter einen Verkehrsunfall mit deren Auto verursacht, bei der ein Arbeiter hinter Müllcontainern erheblich verletzt wird. Julia Egger, der Fahrerflucht vorgeworfen wird, gibt an, sie sei von einem dunklen SUV zunächst bedrängt und dann absichtlich von der Fahrbahn abgedrängt worden. Den Mann hinter den Müllcontainern, der inzwischen in Lebensgefahr schwebt, habe sie nicht gesehen nicht gesehen. Dieter Ritter glaubt der jungen Frau nicht, zumal es eine Vorgeschichte mit Alkohol am Steuer gibt und sie auch bereits vor einiger Zeit schon einmal einen Unfall verursacht hat. Borchert und Dominique Kuster sehen zunächst keinen Ansatz für eine Ermittlung, entscheiden sich aber, die Eltern der Beschuldigten aufzusuchen, was Borchert übernimmt. Er informiert die Eltern Roman und Carola Egger über die Möglichkeit der Übernahme einer Kaution für Julia, was allerdings für ihren Vater, der um seine Karrieremöglichkeiten fürchtet, zunächst brüsk abgelehnt wird. Etwas später trifft allerdings eine Überweisung von dessen Konto ein. Julia Egger wird von ihrer Schwester Mavi am Gefängnistor abgeholt und beide unterhalten sich in einem Café über einen Klienten der Psychologin. Als diese etwas später ihre Wohnung aufsucht, findet sie eine Pralinenschachtel im Briefkasten. Nach Genuss zweier Pralinen bricht die junge Frau am Herd zusammen. Als sie wieder zu sich kommt, steht ihre Küche in Flammen. Ihr Nachbar Paul Doering  kann sie zwar rechtzeitig aus der Wohnung retten, aber Julia Egger wird mit schweren Brandverletzungen und einer Rauchvergiftung ins Krankenhaus eingeliefert. 
Borchert und Dominique Kuster werden von Mavi Egger gebeten, in dem Fall weiter zu ermitteln. Borchert befragt gemeinsam mit Hauptmann Furrer zunächst den Nachbarn Paul Doering, dann begutachten sie Julia Eggers Wohnung. Als Borchert dort die Überreste der eindeutig perforierten Pralinenschachtel findet, und feststellt, dass der Rauchmelder sabotiert wurde, wird ihm klar, dass es sich um einen Mordversuch handelt. Für ihn beginnt ein Wettlauf mit der Zeit. Er sucht die Entzugsklinik auf, in der seine Mandantin Patientin war und erfährt dort von der Leiterin Uta Schneider, dass ihr ehemaliger Therapeut vor einigen Monaten mit Alkohol Selbstmord begangen hat. Auch in der Telefonliste der jungen Psychologin findet sich ein weiterer Todesfall: eine Kinderärztin im Ruhestand. Als Borchert seine Beobachtungen Hauptmann Furrer und dessen Mitarbeiter Urs Aeggi vorträgt, veranlassen diese eine kriminaltechnische Untersuchung der ausgebrannten Wohnung, die allerdings keine verwertbaren Hinweise erbringt. Während Roman Eggers sich mit dem Finanzmakler Gernot Danckert auf einem Friedhof trifft, um weitere Karriereschritte zu besprechen, fotografiert Borchert einige Unterlagen in dessen Büro. Unterdessen wird Roman Egger klar, dass Dr. Danckert und dessen Hintermänner hinter dem Mordanschlag auf seine Tochter stecken. In einem anschließenden Gerangel zwischen den beiden kommt der Finanzmakler ums Leben. Regula Gabrielli hat inzwischen recherchiert, dass Julia Egger eine Buchveröffentlichung geplant hat. Borchert gelingt es, das Manuskript an sich zu bringen – es handelt sich allerdings lediglich um ein medizinisches Fachbuch. In einem Gespräch mit Reto Zanger bringen Borchert und Dominique Kuster in Erfahrung, dass es sich bei Roman Eggers Geschäften um dubiose Anlagen handelt, die auf Geldwäsche hinweisen können. Im Haus der Eggers eskaliert inzwischen der Familienstreit, als die Eltern Mavi über die bevorstehende Trennung des Ehepaares unterrichten. In dem Moment trifft Hauptmann Furrer ein und nimmt Roman Egger mit aufs Revier, da er Hauptverdächtiger im Todesfall des Finanzmaklers Danckert ist. 
Die Gegenüberstellung mit einer Zeugin und ein anschließendes Verhör verläuft allerdings erfolglos. Später am Abend findet Borchert einen neuen Ansatz, nachdem er sich konzentriert in das Manuskript des Buches von Julia Egger vertieft hatte und sucht anschließend nochmal das Haus der Eggers auf. Dort konfrontiert er Julias Mutter mit seinem Verdacht und redet ihr eindringlich ins Gewissen. In einem gemeinsam durchgeführten Verhör setzen Borchert und Hauptmann Furrer Roman Egger anhand der neuen Erkenntnisse unter Druck, aber der Bankier weigert sich, zu gestehen. Als schließlich Carola Egger hinzukommt, wird klar, dass sie bereit ist, gegen ihren Mann auszusagen, der festgenommen wird. Im Krankenhaus kommt inzwischen Julia Egger zu sich und spricht sich mit ihrer Schwester aus.    

## Hintergrund
Die Dreharbeiten zu Borchert und die dunklen Schatten fanden zeitgleich mit der vorhergehenden Episode Borchert und das Geheimnis des Mandanten im Zeitraum vom 19. Oktober 2021 bis zum 21. Dezember 2021 in Zürich und Prag sowie näherer und weiterer Umgebung statt.

## Einschaltquoten
Bei der Erstausstrahlung von Borchert und die dunklen Schatten am 22. September 2022 verfolgten in Deutschland insgesamt 7,10 Millionen Zuschauer die Filmhandlung, was einem Marktanteil von 28,0 Prozent für Das Erste entsprach. In der als Hauptzielgruppe für Fernsehwerbung deklarierten Altersgruppe von 14–49 Jahren erreichte Borchert und die dunklen Schatten laut AGF Videoforschung einen Marktanteil von 11,4 Prozent in dieser Altersgruppe.

## Rezeption
Kritiker Tilmann P. Gangloff sieht in der weitergeführten Charakterzeichnung der Hauptfigur einen stimmigen Anschluss an die vorangegangene Episode, in der Borchert eine Fotografin kennengelernt hatte. Dass sich durch Borcherts so eingeführtes neues Hobby ein Hinweis auf die Lösung des Falles ergibt, bewertet Gangloff als Kennzeichen für die Qualität des zugrundeliegenden Drehbuchs. Nicht sehr von der Qualität des Drehbuches überzeugt zeigte sich hingegen Oliver Armknecht, der Kritiker des Filmportals film-rezensionen.de. Seiner Ansicht nach ist diese Episode eine der schlechtesten der Reihe. Der Plot sei vorhersehbar und das Vorgehen der Hauptfigur "peinlich und ebenso grotesk wie der Rest des misslungenen Drehbuchs". Auch Wilfried Geldner, der Kritiker der Fernsehzeitschrift Prisma, sieht den Plot kritisch, dem es an Raffinesse fehle. Er bewertet Borchert und die dunklen Schatten, der zu den fünf zuschauerstärksten Filmen der Reihe zähle, als "Solo für Christian Kohlund".